# Peridermium conigenum
Peridermium conigenum är en svampart som först beskrevs av Narcisse Theophile Patouillard, och fick sitt nu gällande namn av R.S. Peterson 1967. Peridermium conigenum ingår i släktet Peridermium och familjen Cronartiaceae.   Inga underarter finns listade i Catalogue of Life.